# Policlínico José Ávila Serrano
El Policlínico José Avila Serrano, en la localidad de Velasco, Cuba, con 79 consultorios del médico de la familia, brinda servicios de cirugía, otorrinolaringología, dermatología, psiquiatría, psicología, psiquiatría infantil, ortopedia, urología,  pediatría, medicina interna, Ginecoobstetricia, medicina natural y tradicional, regulación menstrual y ultrasonido. Consta con un salón de partos, una sala de ingresos de pediatría, Rayos X y sala de rehabilitación
. 